# Raiamas nigeriensis
Raiamas nigeriensis är en fiskart som först beskrevs av Daget, 1959.  Raiamas nigeriensis ingår i släktet Raiamas och familjen karpfiskar.  Inga underarter finns listade i Catalogue of Life.
Denna fisk har flera från varandra skilda populationer i västra Afrika. Utbredningsområdet sträcker sig från Guinea och södra Mali till västra Tchad och västra Kamerun. Arten lever i vattendrag och andra vattenansamlingar.
Beståndet hotas av vattenföroreningar. Hela populationen bedöms fortfarande som stor.IUCN kategoriserar arten globalt som livskraftig (LC).